# Luolong
Luolong (en chino, 洛龙; pinyin, Luòlóng) es un distrito urbano bajo la administración directa de la Prefectura  Luoyang  en la Provincia de Henan, República Popular China.  Su área es de 556 km² y su población total para 2010 superó los 520 mil  habitantes. 

## Administración
Desde junio  de 2023, el  Distrito Luolong  se divide en 18 pueblos  administrados  en 14 subdistritos y 4   poblados.

## Toponimia
El distrito limita al norte con el río Luo (洛河) y al sur con la montaña Longmen (龙门山), por lo que su nombre combina las palabras "Luo" (del río) y "Long" (de la montaña), de ahí su nombre.